# Mitsubishi Zuisei
Mitsubishi Zuisei (Japanska: 瑞星) var en japansk flygmotor utvecklad för användning av den Kejserliga japanska flottans flygkår och den Kejserliga japanska arméns luftkår under andra världskriget. Motorn var en 14 cylindrig, tvåradig, luftkyld stjärnmotor utvecklad och tillverkad av Mitsubishi. Av armén kallades motorn Ha-26 eller Ha-102 beroende på variant, samt Ha-31 mot slutet av kriget. Beroende på källa tillverkades motorn i 11 903 eller 12 795 exemplar. 

## Varianter

### Zuisei 11 (瑞星11型)
Den initiala varianten. Vikten var 542 kg och effekten maximalt 925 hk vid 1 800 meters höjd.

### Zuisei 14 (瑞星14型)
Även kallad Ha-26-I. Effekten var 900 hk på 3 500 meters höjd.

### Zuisei 15 (瑞星15型)
Även kallad Ha-26-II. Effekten ökades till maximalt 995 hk på 2 300 meters höjd.

### Zuisei 21 (瑞星21型)
Även kallad Ha-102. Sista varianten. Vikten hade ökat till 565 kg och effekten till maximalt 1 080 hk.

## Tillämpningar
- Mitsubishi A6M (De första prototyperna)
- Mitsubishi F1M
- Mitsubishi G5M1
- Kawanishi E7K
- Kawasaki Ki-45
- Kokusai Ki-105
- Mitsubishi Ki-46
- Mitsubishi Ki-57